# Indianapolis 500 in 2021
De 105e editie van de Indianapolis 500 werd in 2021 verreden op zondag 30 mei op de Indianapolis Motor Speedway in Indianapolis in de staat Indiana.
Titelhouder Takuma Sato wist zijn titel niet te prolongeren en eindigde als veertiende. Hélio Castroneves, winnaar in 2001, 2002 en 2009, behaalde zijn vierde zege in de race. Hiermee is hij na A.J. Foyt, Al Unser sr. en Rick Mears de vierde coureur die een recordaantal van vier overwinningen behaalt. Álex Palou werd tweede, terwijl Simon Pagenaud, winnaar in 2019, als derde finishte.

## Inschrijvingen
Aan deze race namen negen Indy 500-winnaars mee. De titelhouder Takuma Sato, die ook in 2017 al won, reed bij Rahal Letterman Lanigan Racing. Simon Pagenaud en Will Power, winnaars in respectievelijk 2019 en 2018, kwamen uit voor het Team Penske. Alexander Rossi en Ryan Hunter-Reay, die wonnen in respectievelijk 2016 en 2014, reden voor Andretti Autosport. Juan Pablo Montoya, tweevoudig winnaar in 2000 en 2015, reed als extra coureur bij Arrow McLaren SP. Tony Kanaan (2013) en Scott Dixon (2008) kwamen uit voor Chip Ganassi Racing. Tot slot reed Hélio Castroneves, winnaar in 2001, 2002 en 2009, als extra coureur bij Meyer Shank Racing.
W = eerdere winnaar
R = rookie
| Nr | Rijders              | Team                                                                  | Motor     |
| -- | -------------------- | --------------------------------------------------------------------- | --------- |
| 01 | J.R. Hildebrand      | A.J. Foyt Enterprises                                                 | Chevrolet |
| 02 | Josef Newgarden      | Team Penske                                                           | Chevrolet |
| 03 | Scott McLaughlin R   | Team Penske                                                           | Chevrolet |
| 04 | Dalton Kellett       | A.J. Foyt Enterprises                                                 | Chevrolet |
| 05 | Patricio O'Ward      | Arrow McLaren SP                                                      | Chevrolet |
| 06 | Hélio Castroneves W  | Meyer Shank Racing                                                    | Honda     |
| 07 | Felix Rosenqvist     | Arrow McLaren SP                                                      | Chevrolet |
| 08 | Marcus Ericsson      | Chip Ganassi Racing                                                   | Honda     |
| 09 | Scott Dixon W        | Chip Ganassi Racing                                                   | Honda     |
| 10 | Álex Palou           | Chip Ganassi Racing                                                   | Honda     |
| 11 | Charlie Kimball      | A.J. Foyt Enterprises                                                 | Chevrolet |
| 12 | Will Power W         | Team Penske                                                           | Chevrolet |
| 14 | Sébastien Bourdais   | A.J. Foyt Enterprises                                                 | Chevrolet |
| 15 | Graham Rahal         | Rahal Letterman Lanigan Racing                                        | Honda     |
| 16 | Simona De Silvestro  | Paretta Autosport                                                     | Chevrolet |
| 18 | Ed Jones             | Dale Coyne Racing with Vasser-Sullivan                                | Honda     |
| 20 | Ed Carpenter         | Ed Carpenter Racing                                                   | Chevrolet |
| 21 | Rinus VeeKay         | Ed Carpenter Racing                                                   | Chevrolet |
| 22 | Simon Pagenaud W     | Team Penske                                                           | Chevrolet |
| 24 | Sage Karam           | Dreyer & Reinbold Racing                                              | Chevrolet |
| 25 | Stefan Wilson        | Andretti Autosport                                                    | Honda     |
| 26 | Colton Herta         | Andretti Autosport                                                    | Honda     |
| 27 | Alexander Rossi W    | Andretti Autosport                                                    | Honda     |
| 28 | Ryan Hunter-Reay W   | Andretti Autosport                                                    | Honda     |
| 29 | James Hinchcliffe    | Andretti Steinbrenner Autosport                                       | Honda     |
| 30 | Takuma Sato W        | Rahal Letterman Lanigan Racing                                        | Honda     |
| 45 | Santino Ferrucci     | Rahal Letterman Lanigan Racing                                        | Honda     |
| 47 | Conor Daly           | Ed Carpenter Racing                                                   | Chevrolet |
| 48 | Tony Kanaan W        | Chip Ganassi Racing                                                   | Honda     |
| 51 | Pietro Fittipaldi R  | Dale Coyne Racing with Rick Ware Racing                               | Honda     |
| 59 | Max Chilton          | Carlin                                                                | Chevrolet |
| 60 | Jack Harvey          | Meyer Shank Racing                                                    | Honda     |
| 75 | RC Enerson R         | Top Gun Racing                                                        | Chevrolet |
| 86 | Juan Pablo Montoya W | Arrow McLaren SP                                                      | Chevrolet |
| 98 | Marco Andretti       | Andretti Herta-Haupert Autosport with Marco Andretti & Curb-Agajanian | Honda     |

## Kwalificatie

### Dag 1 - Zaterdag 22 mei
De snelste negen coureurs gingen door naar de Fast Nine Shootout op zondag 16 augustus. De coureurs op de plaatsen 10 tot en met 30 starten vanaf deze posities. De vijf langzaamste coureurs gingen naar de Last Chance Qualifying, waarin de twee langzaamste coureurs afvallen en de race niet mogen starten.
| Positie                | Nr                   | Rijder                 | Team                                                                  | Motor                | Snelheid (m/h)       |
| Fast Nine Qualifying   | Fast Nine Qualifying | Fast Nine Qualifying   | Fast Nine Qualifying                                                  | Fast Nine Qualifying | Fast Nine Qualifying |
| ---------------------- | -------------------- | ---------------------- | --------------------------------------------------------------------- | -------------------- | -------------------- |
| 1                      | 09                   | Scott Dixon (W)        | Chip Ganassi Racing                                                   | Honda                | 231.828              |
| 2                      | 88                   | Colton Herta           | Andretti Autosport                                                    | Honda                | 231.648              |
| 3                      | 14                   | Tony Kanaan (W)        | Chip Ganassi Racing                                                   | Honda                | 231.639              |
| 4                      | 20                   | Ed Carpenter           | Ed Carpenter Racing                                                   | Chevrolet            | 231.616              |
| 5                      | 21                   | Rinus VeeKay           | Ed Carpenter Racing                                                   | Chevrolet            | 231.483              |
| 6                      | 06                   | Hélio Castroneves (W)  | Meyer Shank Racing                                                    | Honda                | 231.164              |
| 7                      | 10                   | Álex Palou             | Chip Ganassi Racing                                                   | Honda                | 231.145              |
| 8                      | 28                   | Ryan Hunter-Reay (W)   | Andretti Autosport                                                    | Honda                | 231.139              |
| 9                      | 08                   | Marcus Ericsson        | Chip Ganassi Racing                                                   | Honda                | 231.104              |
| Posities 10–30         |                      |                        |                                                                       |                      |                      |
| 10                     | 27                   | Alexander Rossi (W)    | Andretti Autosport                                                    | Honda                | 231.046              |
| 11                     | 18                   | Ed Jones               | Dale Coyne Racing with Vasser-Sullivan                                | Honda                | 231.044              |
| 12                     | 05                   | Patricio O'Ward        | Arrow McLaren SP                                                      | Chevrolet            | 230.864              |
| 13                     | 51                   | Pietro Fittipaldi (R)  | Dale Coyne Racing with Rick Ware Racing                               | Honda                | 230.846              |
| 14                     | 10                   | Felix Rosenqvist       | Arrow McLaren SP                                                      | Chevrolet            | 230.744              |
| 15                     | 30                   | Takuma Sato (W)        | Rahal Letterman Lanigan Racing                                        | Honda                | 230.708              |
| 16                     | 29                   | James Hinchcliffe      | Andretti Steinbrenner Autosport                                       | Honda                | 230.563              |
| 17                     | 03                   | Scott McLaughlin (R)   | Team Penske                                                           | Chevrolet            | 230.557              |
| 18                     | 15                   | Graham Rahal           | Rahal Letterman Lanigan Racing                                        | Honda                | 230.521              |
| 19                     | 47                   | Conor Daly             | Ed Carpenter Racing                                                   | Chevrolet            | 230.427              |
| 20                     | 60                   | Jack Harvey            | Meyer Shank Racing                                                    | Honda                | 230.191              |
| 21                     | 02                   | Josef Newgarden        | Team Penske                                                           | Chevrolet            | 230.071              |
| 22                     | 01                   | J.R. Hildebrand        | A.J. Foyt Enterprises                                                 | Chevrolet            | 229.980              |
| 23                     | 45                   | Santino Ferrucci       | Rahal Letterman Lanigan Racing                                        | Honda                | 229.949              |
| 24                     | 86                   | Juan Pablo Montoya (W) | Arrow McLaren SP                                                      | Chevrolet            | 229.891              |
| 25                     | 98                   | Marco Andretti         | Andretti Herta-Haupert Autosport with Marco Andretti & Curb-Agajanian | Honda                | 229.872              |
| 26                     | 22                   | Simon Pagenaud (W)     | Team Penske                                                           | Chevrolet            | 229.778              |
| 27                     | 14                   | Sébastien Bourdais     | A.J. Foyt Enterprises                                                 | Chevrolet            | 229.744              |
| 28                     | 25                   | Stefan Wilson          | Andretti Autosport                                                    | Honda                | 229.714              |
| 29                     | 59                   | Max Chilton            | Carlin                                                                | Chevrolet            | 229.417              |
| 30                     | 41                   | Dalton Kellett (R)     | A.J. Foyt Enterprises                                                 | Chevrolet            | 228.323              |
| Last Chance Qualifying |                      |                        |                                                                       |                      |                      |
| 31                     | 12                   | Will Power (W)         | Team Penske                                                           | Chevrolet            | Geen tijd            |
| 32                     | 24                   | Sage Karam             | Dreyer & Reinbold Racing                                              | Chevrolet            | Geen tijd            |
| 33                     | 11                   | Charlie Kimball        | A.J. Foyt Enterprises                                                 | Chevrolet            | Geen tijd            |
| 34                     | 16                   | Simona De Silvestro    | Paretta Autosport                                                     | Chevrolet            | Geen tijd            |
| 35                     | 75                   | RC Enerson (R)         | Top Gun Racing                                                        | Chevrolet            | Geen tijd            |
| Officiële uitslag      |                      |                        |                                                                       |                      |                      |

### Dag 2 - Zondag 23 mei

#### Last Chance Qualifying
| Positie             | Nr             | Rijder              | Team                     | Motor          | Snelheid (m/h) |                |
| Gekwalificeerd      | Gekwalificeerd | Gekwalificeerd      | Gekwalificeerd           | Gekwalificeerd | Gekwalificeerd | Gekwalificeerd |
| ------------------- | -------------- | ------------------- | ------------------------ | -------------- | -------------- | -------------- |
| 31                  | 24             | Sage Karam          | Dreyer & Reinbold Racing | Chevrolet      | 229.156        |                |
| 32                  | 12             | Will Power (W)      | Team Penske              | Chevrolet      | 228.876        |                |
| 33                  | 16             | Simona De Silvestro | Paretta Autosport        | Chevrolet      | 228.353        |                |
| Niet gekwalificeerd |                |                     |                          |                |                |                |
| 34                  | 11             | Charlie Kimball     | A.J. Foyt Enterprises    | Chevrolet      | 227.584        |                |
| 35                  | 75             | RC Enerson (R)      | Top Gun Racing           | Chevrolet      | 226.813        |                |
| Officiële uitslag   |                |                     |                          |                |                |                |

#### Fast Nine Qualifying
| Positie           | Nr        | Rijder                | Team                | Motor     | Snelheid (m/h) | Punten    |
| Fast Nine         | Fast Nine | Fast Nine             | Fast Nine           | Fast Nine | Fast Nine      | Fast Nine |
| ----------------- | --------- | --------------------- | ------------------- | --------- | -------------- | --------- |
| 1                 | 09        | Scott Dixon (W)       | Chip Ganassi Racing | Honda     | 231.685        | 9         |
| 2                 | 88        | Colton Herta          | Andretti Autosport  | Honda     | 231.655        | 8         |
| 3                 | 21        | Rinus VeeKay          | Ed Carpenter Racing | Chevrolet | 231.511        | 7         |
| 4                 | 20        | Ed Carpenter          | Ed Carpenter Racing | Chevrolet | 231.504        | 6         |
| 5                 | 14        | Tony Kanaan (W)       | Chip Ganassi Racing | Honda     | 231.032        | 5         |
| 6                 | 10        | Álex Palou            | Chip Ganassi Racing | Honda     | 230.616        | 4         |
| 7                 | 28        | Ryan Hunter-Reay (W)  | Andretti Autosport  | Honda     | 230.499        | 3         |
| 8                 | 06        | Hélio Castroneves (W) | Meyer Shank Racing  | Honda     | 230.355        | 2         |
| 9                 | 08        | Marcus Ericsson       | Chip Ganassi Racing | Honda     | 230.318        | 1         |
| Officiële uitslag |           |                       |                     |           |                |           |

## Startgrid
| Rij | Binnen | Binnen                | Midden | Midden                | Buiten | Buiten                 |
| --- | ------ | --------------------- | ------ | --------------------- | ------ | ---------------------- |
| 1   | 9      | Scott Dixon (W)       | 26     | Colton Herta          | 21     | Rinus VeeKay           |
| 2   | 20     | Ed Carpenter          | 48     | Tony Kanaan (W)       | 10     | Álex Palou (R)         |
| 3   | 28     | Ryan Hunter-Reay (W)  | 06     | Hélio Castroneves (W) | 8      | Marcus Ericsson        |
| 4   | 27     | Alexander Rossi (W)   | 18     | Ed Jones              | 5      | Patricio O'Ward        |
| 5   | 51     | Pietro Fittipaldi (R) | 7      | Felix Rosenqvist      | 30     | Takuma Sato (W)        |
| 6   | 29     | James Hinchcliffe     | 3      | Scott McLaughlin (R)  | 15     | Graham Rahal           |
| 7   | 47     | Conor Daly            | 60     | Jack Harvey           | 2      | Josef Newgarden        |
| 8   | 1      | J.R. Hildebrand       | 45     | Santino Ferrucci      | 86     | Juan Pablo Montoya (W) |
| 9   | 98     | Marco Andretti        | 22     | Simon Pagenaud (W)    | 14     | Sébastien Bourdais     |
| 10  | 25     | Stefan Wilson         | 59     | Max Chilton           | 4      | Dalton Kellett         |
| 11  | 24     | Sage Karam            | 12     | Will Power (W)        | 16     | Simona De Silvestro    |

- (W) = Voormalig Indianapolis 500 winnaars
- (R) = Indianapolis 500 rookie

## Race-uitslag
| Positie           | Nr | Rijder                 | Team                                                                  | Motor     | Ronden | Tijd/Opgave  | Pitstops | Grid | Ronden aan de leiding | Punten |
| ----------------- | -- | ---------------------- | --------------------------------------------------------------------- | --------- | ------ | ------------ | -------- | ---- | --------------------- | ------ |
| 1                 | 06 | Hélio Castroneves (W)  | Meyer Shank Racing                                                    | Honda     | 200    | 2:37:19.3846 | 5        | 8    | 20                    | 103    |
| 2                 | 10 | Álex Palou             | Chip Ganassi Racing                                                   | Honda     | 200    | +0.4928      | 5        | 6    | 35                    | 85     |
| 3                 | 22 | Simon Pagenaud (W)     | Team Penske                                                           | Chevrolet | 200    | +0.5626      | 6        | 26   | 3                     | 71     |
| 4                 | 05 | Patricio O'Ward        | Arrow McLaren SP                                                      | Chevrolet | 200    | +0.9409      | 5        | 12   | 17                    | 65     |
| 5                 | 20 | Ed Carpenter           | Ed Carpenter Racing                                                   | Chevrolet | 200    | +1.2424      | 5        | 4    | 0                     | 66     |
| 6                 | 18 | Santino Ferrucci       | Rahal Letterman Lanigan Racing                                        | Honda     | 200    | +9.0876      | 6        | 23   | 2                     | 57     |
| 7                 | 24 | Sage Karam             | Dreyer & Reinbold Racing                                              | Chevrolet | 200    | +13.4359     | 5        | 31   | 2                     | 53     |
| 8                 | 21 | Rinus VeeKay           | Ed Carpenter Racing                                                   | Chevrolet | 200    | +14.2415     | 5        | 3    | 32                    | 56     |
| 9                 | 86 | Juan Pablo Montoya (W) | Arrow McLaren SP                                                      | Chevrolet | 200    | +14.8808     | 5        | 24   | 0                     | 44     |
| 10                | 14 | Tony Kanaan (W)        | Chip Ganassi Racing                                                   | Honda     | 200    | +15.4428     | 7        | 5    | 0                     | 45     |
| 11                | 08 | Marcus Ericsson        | Chip Ganassi Racing                                                   | Honda     | 200    | +16.5166     | 6        | 9    | 0                     | 39     |
| 12                | 02 | Josef Newgarden        | Team Penske                                                           | Chevrolet | 200    | +22.3045     | 5        | 21   | 0                     | 36     |
| 13                | 47 | Conor Daly             | Ed Carpenter Racing                                                   | Chevrolet | 200    | +22.6921     | 5        | 19   | 40                    | 37     |
| 14                | 30 | Takuma Sato (W)        | Rahal Letterman Lanigan Racing                                        | Honda     | 200    | +23.2955     | 5        | 15   | 7                     | 33     |
| 15                | 01 | J.R. Hildebrand        | A.J. Foyt Enterprises                                                 | Chevrolet | 200    | +23.5277     | 7        | 22   | 0                     | 30     |
| 16                | 26 | Colton Herta           | Andretti Autosport                                                    | Honda     | 200    | +28.8029     | 5        | 2    | 13                    | 37     |
| 17                | 09 | Scott Dixon (W)        | Chip Ganassi Racing                                                   | Honda     | 200    | +38.6410     | 6        | 1    | 7                     | 36     |
| 18                | 60 | Jack Harvey            | Meyer Shank Racing                                                    | Honda     | 200    | +40.1572     | 6        | 20   | 0                     | 24     |
| 19                | 98 | Marco Andretti         | Andretti Herta-Haupert Autosport with Marco Andretti & Curb-Agajanian | Honda     | 200    | +40.3591     | 6        | 25   | 0                     | 22     |
| 20                | 03 | Scott McLaughlin (R)   | Team Penske                                                           | Chevrolet | 200    | +40.8337     | 8        | 17   | 0                     | 20     |
| 21                | 29 | James Hinchcliffe      | Andretti Autosport                                                    | Honda     | 200    | +40.8464     | 5        | 16   | 0                     | 18     |
| 22                | 28 | Ryan Hunter-Reay (W)   | Andretti Autosport                                                    | Honda     | 200    | +41.5762     | 6        | 7    | 0                     | 19     |
| 23                | 04 | Dalton Kellett         | A.J. Foyt Enterprises                                                 | Chevrolet | 199    | +1 ronde     | 6        | 30   | 0                     | 14     |
| 24                | 59 | Max Chilton            | Carlin                                                                | Chevrolet | 199    | +1 ronde     | 8        | 29   | 0                     | 12     |
| 25                | 51 | Pietro Fittipaldi (R)  | Dale Coyne Racing with Rick Ware Racing                               | Honda     | 199    | +1 ronde     | 6        | 13   | 0                     | 10     |
| 26                | 14 | Sébastien Bourdais     | A.J. Foyt Enterprises                                                 | Chevrolet | 199    | +1 ronde     | 6        | 27   | 0                     | 10     |
| 27                | 07 | Felix Rosenqvist       | Arrow McLaren SP                                                      | Chevrolet | 199    | +1 ronde     | 8        | 14   | 14                    | 11     |
| 28                | 18 | Ed Jones               | Dale Coyne Racing with Vasser-Sullivan                                | Chevrolet | 199    | +1 ronde     | 6        | 11   | 0                     | 10     |
| 29                | 27 | Alexander Rossi (W)    | Andretti Autosport                                                    | Honda     | 198    | +2 ronden    | 10       | 10   | 0                     | 10     |
| 30                | 12 | Will Power (W)         | Team Penske                                                           | Chevrolet | 197    | +3 ronden    | 6        | 32   | 0                     | 10     |
| 31                | 16 | Simona De Silvestro    | Paretta Autosport                                                     | Chevrolet | 169    | Ongeluk      | 4        | 33   | 0                     | 10     |
| 32                | 15 | Graham Rahal           | Rahal Letterman Lanigan Racing                                        | Honda     | 118    | Ongeluk      | 3        | 18   | 8                     | 11     |
| 33                | 25 | Stefan Wilson          | Andretti Autosport                                                    | Honda     | 32     | Ongeluk      | 1        | 28   | 0                     | 10     |
| Officiële uitslag |    |                        |                                                                       |           |        |              |          |      |                       |        |

1911 · 1912 · 1913 · 1914 · 1915 · 1916 · 1917 · 1918 · 1919 · 1920 · 1921 · 1922 · 1923 · 1924 · 1925 · 1926 · 1927 · 1928 · 1929 · 1930 · 1931 · 1932 · 1933 · 1934 · 1935 · 1936 · 1937 · 1938 · 1939 · 1940 · 1941 · 1942 · 1943 · 1944 · 1945 · 1946 · 1947 · 1948 · 1949 · 1950 · 1951 · 1952 · 1953 · 1954 · 1955 · 1956 · 1957 · 1958 · 1959 · 1960 · 1961 · 1962 · 1963 · 1964 · 1965 · 1966 · 1967 · 1968 · 1969 · 1970 · 1971 · 1972 · 1973 · 1974 · 1975 · 1976 · 1977 · 1978 · 1979 · 1980 · 1981 · 1982 · 1983 · 1984 · 1985 · 1986 · 1987 · 1988 · 1989 · 1990 · 1991 · 1992 · 1993 · 1994 · 1995 · 1996 · 1997 · 1998 · 1999 · 2000 · 2001 · 2002 · 2003 · 2004 · 2005 · 2006 · 2007 · 2008 · 2009 · 2010 · 2011 · 2012 · 2013 · 2014 · 2015 · 2016 · 2017 · 2018 · 2019 · 2020 · 2021 · 2022 · 2023 · 2024